# 킨더 부에노
킨더 부에노(Kinder Bueno)는 이탈리아의 다국적 제과 회사 페레로가 생산하는 초콜릿 비스킷이다. 킨더 브랜드의 일부로, 킨더 부에노는 헤이즐넛 크림이 들어간 웨이퍼에 밀크 초콜릿과 다크 초콜릿 소스를 뿌린 것이다.
킨더 부에노는 1990년에 출시되었으며 현재 약 60개국에서 판매되고 있다.